# 曹仕翰
曹仕翰（1981年10月18日—），台灣導演、編劇。出生於台灣彰化，在高雄長大。畢業於國立臺北藝術大學電影創作研究所導演組。2012年，以愛情喜劇《我的狗男友》入圍第47屆金鐘獎迷你劇集／電視電影編劇獎。2016年，編導電視電影《加蓋春光》女主角謝盈萱入圍第51屆金鐘獎迷你劇集／電視電影女主角獎。
  
2017年短片電影《春之夢》在高雄電影節首映，2019年入選法國克萊蒙費朗國際影展國際競賽。短片電影《貓與蒼蠅》2021年再次入圍法國克萊蒙費朗國際影展，並入圍溫哥華國際電影節。

## MN作品
- 2014 陳力僮《苦戀花》 導演

## 電視電影作品
- 2012 《我的狗男友》 導演／編劇
- 2013 《96°C咖啡》編劇
- 2016 《加蓋春光》導演／編劇
- 2018 《無法辯護》導演／編劇

## 短篇電影作品
- 2006 《Chase》導演／編劇／剪輯
- 2007 《天空下的孩子》 導演／編劇
- 2009 《角頭》 導演／編劇
- 2010 《兩個囚犯》 導演／編劇
- 2010 《青空》導演
- 2016 《自助洗衣店》 導演
- 2017 《春之夢》 導演／編劇
- 2020 《貓與蒼蠅》 導演／編劇
- 2021 《父親的電影院》 導演／編劇

## 長篇電影作品
- 2014 《行動代號：孫中山》 助理導演
- 2025 《南方時光》 導演／編劇

## 著作
- 2025 散文集《長鏡頭》

## 獎項紀錄
| 年份   | 頒獎典禮                             | 獎項                      | 作品               | 結果 |
| ------ | ------------------------------------ | ------------------------- | ------------------ | ---- |
| 2006年 | 第6屆高雄電影節短片競賽              | 最佳影片獎                | 《Chase》          | 獲獎 |
| 2007年 | 台灣青年音像創作聯展                 | 不分項影片類首獎          | 《天空下的孩子》   | 獲獎 |
| 2007年 | 第26屆新一代設計展                   | 多媒體類                  | 《天空下的孩子》   | 提名 |
| 2008年 | 第1屆Wow! eye Taiwan全民影音創作大賽 | 劇情片類                  | 《天空下的孩子》   | 提名 |
| 2012年 | 北京電影學院國際學生影展             | 亞洲最佳短片              | 《我的狗男友》     | 獲獎 |
| 2012年 | 第47屆金鐘獎                         | 迷你劇集／電視電影編劇獎  | 《我的狗男友》     | 提名 |
| 2013年 | 民國102年度文化部優良電影劇本獎      | 優良電影劇本獎            | 《末日知遇》       | 提名 |
| 2017年 | 民國106年度文化部優良電影劇本獎      | 優良電影劇本獎            | 《人形立牌辯護人》 | 提名 |
| 2018年 | 第40屆金穗獎                         | 一般作品類 - 最佳劇情片獎 | 《春之夢》         | 提名 |
| 2021年 | 第43屆金穗獎                         | 評審團特別獎              | 《貓與蒼蠅》       | 獲獎 |
| 2021年 | 第23屆台北電影獎                     | 最佳短片                  | 《貓與蒼蠅》       | 提名 |
| 2021年 | 第58屆金馬獎                         | 最佳劇情短片              | 《貓與蒼蠅》       | 提名 |
| 2025年 | 第73屆聖賽巴斯提安國際影展           | 最佳新導演獎              | 《南方時光》       | 待定 |

## 外部連結
- 曹仕翰 Tsao Shih-Han的Facebook專頁
- 曹仕翰 Tsao Shih-Han的Instagram帳戶
- 曹仕翰在香港影庫上的簡介
- 曹仕翰在互联网电影资料库（IMDb）上的資料（英文）
- 曹仕翰在豆瓣上的资料（简体中文）
- 曹仕翰在台灣電影網上的資料（繁體中文）

- 王挺之〈從保險套到骨灰罈-寂寞的《春之夢》[]〉，《中時開卷》，2017年10月23日
- 石文燕〈阐述数字化ISFVF的电影数字化〉，最藝術論文網